# Menestho schikovi
Menestho schikovi is een slakkensoort uit de familie van de Pyramidellidae. De wetenschappelijke naam van de soort is voor het eerst geldig gepubliceerd in 2017 door Nekhaev.